# Madame Cézanne en robe rouge
Madame Cézanne en robe rouge est un tableau réalisé par le peintre français Paul Cézanne en 1888-1890. De format vertical, cette huile sur toile est le portrait d'Hortense Fiquet, l'épouse de l'artiste. Il la figure assise en robe rouge sur un fauteuil jaune devant un mur bleu, entre un miroir et un rideau. L'œuvre est conservée depuis 1962 au Metropolitan Museum of Art, à New York, aux États-Unis. Un portrait similaire sans les éléments de décor se trouve dans les collections de l'Art Institute of Chicago, à Chicago.

Madame Cézanne au fauteuil jaune, 1888-1890 – Art Institute of Chicago, Chicago.